# Otakar Hněvkovský
Otakar Hněvkovský (25. července 1901, Karlov (Spálené Poříčí) – 9. června 1980 Praha) byl český lékař, profesor ortopedie a dětské chirurgie. Byl zakladatelem a prvním přednostou II. ortopedické kliniky Lékařské fakulty UK v Praze.

## Život
Navštěvoval obecnou školu v Plzni, poté gymnázium v Pardubicích. Poté se dal na lékařskou životní dráhu, svými malířskými a sochařskými sklony byl však zároveň přitahován k umění. Coby student medicíny si přivydělával ilustrováním vědeckých publikací.
Ještě jako medik začal pracovat u profesora Rudolfa Jedličky. Inspirován jeho osobností, věnoval se rovněž rehabilitaci tělesně postižených. V roce 1940, ještě před zrušením Junáka, zorganizoval skautský tábor pro tělesně postižené u Votic. Po válce se k těmto akcím vrátil. Když byl Junák opět zakázán, pořádal je pod hlavičkou Čs. červeného kříže.
V letech 1943 až 1944 byl za účast v odboji vězněn. Byl také pronásledován za demonstrativní odevzdání stranické legitimace KSČ na počátku 50. let.
Druhou ortopedickou kliniku založil profesor Hněvkovský z pověření České národní rady a profesora Jana Zahradníčka převzetím německé ortopedické kliniky prof. Springera na Karlově náměstí 9. května 1945. Až do roku 1971 zastával funkci jejího přednosty.
V roce 1946 získal mimořádnou, v roce 1966 řádnou profesuru. V letech 1954–1970 byl vedoucím katedry dětské chirurgie a ortopedie Fakulty dětského lékařství UK v Praze. V letech 1967–1972 byl předsedou Spolku českých lékařů.
Je autorem portrétu Charlese Darwina, který je umístěn v Darwin House v Londýně.

## Ocenění
- Československý válečný kříž 1939